# Jeffrey Tate
Jeffrey Tate, CBE, (Salisbury, 28 de abril de 1943 – Bérgamo, 2 de junio de 2017) fue un destacado director de orquesta británico recordado por sus interpretaciones de Mozart, Wagner y Richard Strauss. Nacido con espina bífida, los médicos le diagnosticaron que no podría vivir más allá de los cincuenta años. Murió a los 74 años, tras una brillante carrera musical. Debido a su dolencia, dirigía sentado.

## Biografía
Inicialmente estudió medicina en el Christ's College, Cambridge (1961-64) y en el St Thomas's Hospital, Londres, antes de abandonar una carrera clínica para estudiar música en el Centro de Ópera de Londres desempeñándose inicialmente como repetidor y asistente de sir Georg Solti en el ROH Covent Garden donde luego fue designado "Principal Conductor" en 1986, el primero en llevar ese título hasta 1991. En ese teatro trabajó con Colin Davis, Josef Krips, Rudolf Kempe, Carlos Kleiber, John Pritchard, Herbert von Karajan y Pierre Boulez que lo invitó a ser su asistente en el Teatro de los festivales de Bayreuth para El anillo del nibelungo centenario de 1976-1980. 
En 1976 fue uno de los últimos músicos que tuvieron acceso a Maria Callas, acompañándola en registros privados.
En el Covent Garden debutó como director en 1982 con La clemenza di Tito. Posteriormente dirigió Ariadne auf Naxos con Kathleen Battle, Jessye Norman y James King, Manon, Idomeneo, Capriccio, Lohengrin, Der Rosenkavalier, Arabella y Los cuentos de Hoffmann con Alfredo Kraus, Le nozze di Figaro, Fidelio y Carmen. Regresó en el 2011 para dirigir Der fliegende Holländer.
Su debut internacional fue con la ópera Carmen en 1978 en Gotemburgo (Suecia) y el americano en la Ópera del Metropolitan en Nueva York en 1979. En el Met de Nueva York actuó seis temporadas y dirigió 93 funciones de las óperas Così fan tutte, Don Giovanni, Die Fledermaus, Idomeneo y Der Rosenkavalier. 
En París dirigió el estreno mundial de la ópera Lulu de Alban Berg en versión completa de tres actos.
En 1985, fue nombrado primer director principal de la Orquesta de Cámara Inglesa. Entre sus más destacados registros figuran los conciertos para piano de Mozart con Mitsuko Uchida y esa agrupación.
Mayormente conocido como director de ópera llevó a cabo importantes grabaciones integrales de Hänsel und Gretel, Lulu, Los cuentos de Hoffmann, Arabella con Kiri Te Kanawa, Elektra y La foret de Rolf Liebermann, también dirigió el ciclo El anillo del nibelungo de Richard Wagner en el Théâtre du Châtelet (1994) y Adelaide (1998). En total dirigió más de veinte versiones de la tetralogía wagneriana. En el ámbito lírico también dirigió en la Staatsoper de Viena, La Scala de Milán, Salzburgo, Ginebra, Aix-en-Provence, San Francisco, Berlín, París, Múnich, Colonia, el Teatro Real de Madrid, etc.
Entre 1991 y 1995 fue director de la Orquesta Filarmónica de Róterdam. En 2005, fue nombrado director musical del Teatro San Carlo de Nápoles, puesto que mantuvo hasta 2009.
En 2007 fue designado director de la Orquesta Sinfónica de Hamburgo, asumiendo en 2009 y con un contrato que expiraba en el 2019.
El maestro Tate fue distinguido como Knight Bachelor en 2017 y fue CBE desde 1990. Falleció el 2 de junio de 2017 a los 74 años de edad a causa de un paro cardíaco seis semanas después de haber sido condecorado.
Había nacido con espina bífida, y fue presidente de la organización caritativa de espina bífida del Reino Unido. 
Fue su compañero de cuatro décadas el geomorfologista alemán Klaus Kuhlemann a quien conoció en Colonia en 1977 y con el que se casó en 2010.

## Discografía selecta
- Beethoven: Missa Solemnis. Carol Vaness, Waltraud Meier, Hans Peter Blochwitz, Hans Tschammer, Tallis Chamber Choir, English Chamber Orchestra.
- Beethoven: Violinkonzert; Romanzen 1& 2. Frank Peter Zimmermann, English Chamber Orchestra.
- Beethoven: Sinfonie n.º 7; Die Weihe Des Hauses. Staatskapelle Dresden.
- Canteloube: Chants D'Auvergne Vol 1. Kiri Te Kanawa, English Chamber Orchestra (1983).
- Canteloube / Villa-Lobos: Chants D'Auvergne Vol. 2; Bachianas Brasileiras n.º 5. Kiri Te Kanawa, English Chamber Orchestra.
- Haydn: Sinfonías n.º 102 & 104 "Londres". English Chamber Orchestra.
- Haydn: Sinfonías n.º 101 & 104. English Chamber Orchestra.
- Haydn: Sinfonías n.º 94 "Sorpresa", 95 & 97. English Chamber Orchestra.
- Haydn: Sinfonías n.º 101 "El reloj" & 104 "Londres". English Chamber Orchestra.
- Haydn: Sinfonías n.º 100 "Militar" & 103. English Chamber Orchestra.
- Humperdinck: Hänsel und Gretel. Anne Sofie von Otter, Andreas Schmidt, Marjana Lipovšek, Barbara Bonney, Barbara Hendricks, Symphonie-Orchester Des Bayerischen Rundfunks.
- Grieg: Peer Gynt. Sylvia McNair, Petteri Salomaa, Berliner Philharmoniker.
- Mendelssohn / Bruch: Conciertos para violín. Nigel Kennedy, English Chamber Orchestra.
- Mozart: Opera & Concert Arias. Barbara Hendricks, English Chamber Orchestra.
- Mozart: Sinfonías completas. English Chamber Orchestra.
- Mozart: Concierto para clarinete K. 622; Quinteto con clarinete, K. 581. Thea King, Gabrieli String Quartet, English Chamber Orchestra.
- Mozart: Conciertos completos para trompa. Radovan Vlatković, English Chamber Orchestra.
- Mozart: Conciertos para piano n.º 5 K. 175; n.º 6 K. 238; Rondo K. 382. Mitsuko Uchida, English Chamber Orchestra.
- Mozart: Conciertos para piano n.º 8 K. 246; n.º 9 K. 271. Mitsuko Uchida, English Chamber Orchestra.
- Mozart: Conciertos para piano n.º 11 K. 413; n.º 12 K. 414. Mitsuko Uchida, English Chamber Orchestra.
- Mozart: Conciertos para piano n.º 13 K. 415; n.º 14 K. 449. Mitsuko Uchida, English Chamber Orchestra.
- Mozart: Conciertos para piano n.º 15 K. 450; n.º 16 K. 451. Mitsuko Uchida, English Chamber Orchestra.
- Mozart: Concierto para piano n.º 17 K. 453; Quinteto para piano K. 452. Mitsuko Uchida, English Chamber Orchestra.
- Mozart: Conciertos para piano n.º 18 K. 456; n.º 19 K. 459. Mitsuko Uchida, English Chamber Orchestra.
- Mozart: Conciertos para piano n.º 20 K. 466; n.º 21 K. 467. Mitsuko Uchida, English Chamber Orchestra.
- Mozart: Conciertos para piano n.º 22 K. 482; n.º 23 K. 488. Mitsuko Uchida, English Chamber Orchestra.
- Mozart: Conciertos para piano n.º 24 K. 491; n.º 25 K. 503. Mitsuko Uchida, English Chamber Orchestra.
- Mozart: Conciertos para piano n.º 26 K. 537; n.º 27 K. 595. Mitsuko Uchida, English Chamber Orchestra.
- Offenbach: Les contes d'Hoffmann. Araiza, Ramey, Lind, Studer, J. Norman, Anne Sofie von Otter, Dresden Staatskapelle. Versión revisada de Michael Kaye.
- Schubert / Mahler: Der Tod und das Mädchen Streichquartett D.810; Der Tod und das Mädchen, D.531. Ann Murray, English Chamber Orchestra.
- Schubert: Sinfonías n.º 8 & 9 "La Grande". Staatskapelle Dresden.
- Strauss, R.: Arabella. Kiri Te Kanawa, Franz Grundheber, Gabriele Fontana, Helga Dernesch, Peter Seiffert, Orquesta de Royal Opera House.
- Strauss, R.: Elektra. Gwyneth Jones, Leonie Rysanek, Orquesta de la Suisse Romande.
- Strauss, R.: El burgués gentilhombre Op. 60; Metamorphosen. English Chamber Orchestra.
- Wagner: Oberturas y preludios. Cheryl Studer, Orquesta Sinfónica de la Radio de Baviera.
- Wagner / Stravinsky: Escenas de Götterdämmerung; Apollon musagete. Deborah Voigt, Orquesta Sinfónica de Hamburgo.
- Airs D'Opéras Français. Barbara Hendricks, Orquesta Filarmónica de Montecarlo.
- French Opera Arias. Kiri Te Kanawa, Orquesta de Royal Opera House.